# Europäische Wandervereinigung

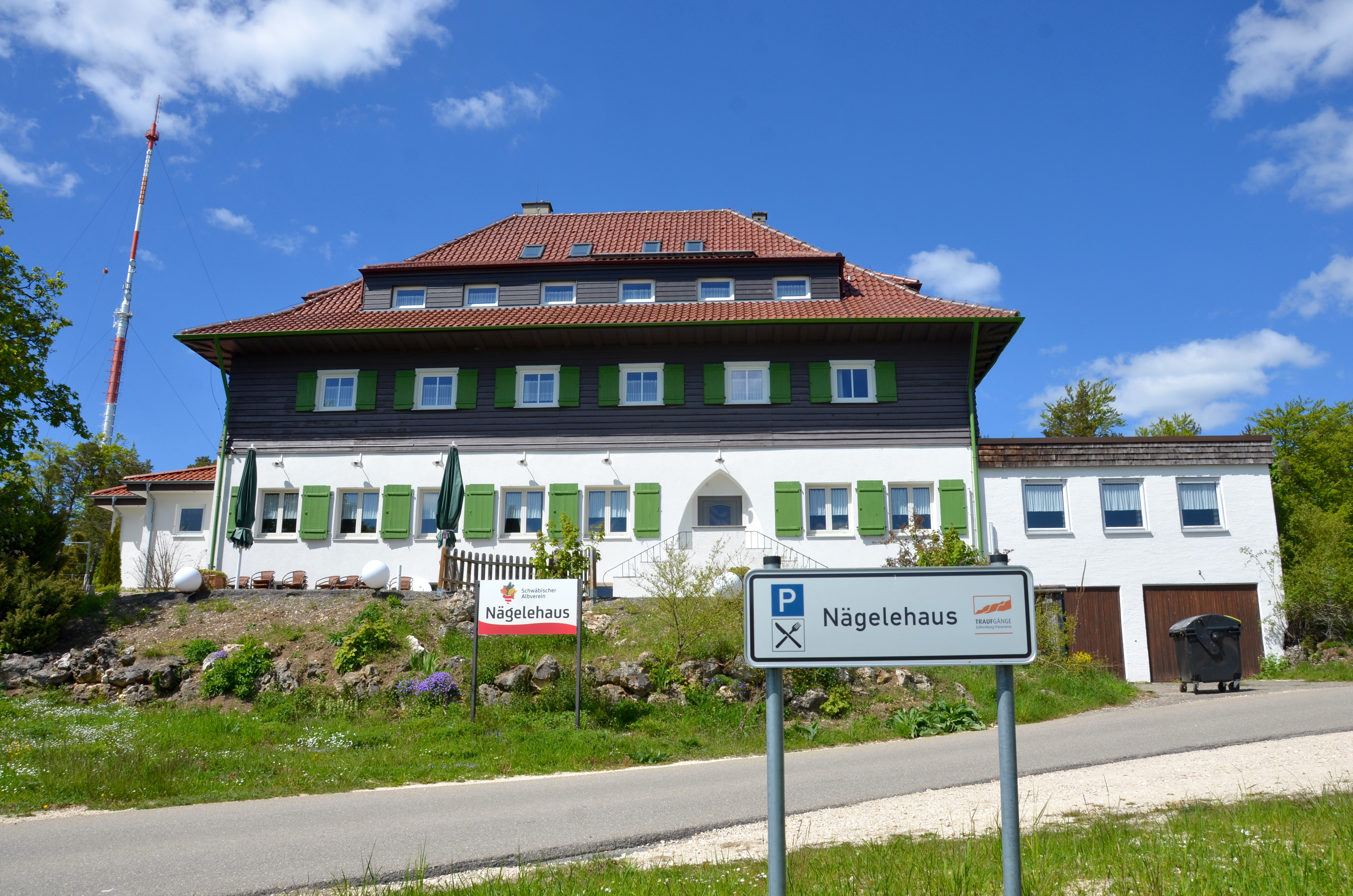
Nägelehaus, Ort der Gründung

Die Europäische Wandervereinigung (EWV) (englisch European Ramblers Association, ERA) ist eine Dachorganisation von 63 Wandervereinen aus 33 europäischen Staaten. Ihr offizieller Sitz ist Kassel (Deutschland), jedoch befindet sich das Büro in Prag (Tschechien).

## Geschichte
Sie wurde am 19. Oktober 1969 im Nägelehaus auf dem Raichberg bei Onstmettingen von 14 Wanderorganisationen aus Deutschland, der Schweiz, Frankreich, Luxemburg und Belgien gegründet. Heute gehören ihr mehr als drei Millionen Mitglieder an. Sie betreut die Europäischen Fernwanderwege und veranstaltet regelmäßig das europäische Wanderertreffen EURORANDO. Seit 2019 kooperiert die Europäische Wandervereinigung mit der European Union of Mountaineering Associations. Im gleichen Jahr wurde das 50-jährige Gründungsjubiläum mit Wanderern aus verschiedenen Ländern auf dem Raichberg gefeiert.

## Liste der Mitglieder
Seit Oktober 2024 hat die EWV 63 Mitgliedsorganisationen aus 33 Ländern. Die meisten Mitgliedsorganisationen stellt Deutschland (12), gefolgt von Frankreich (7), Spanien und Luxemburg (jeweils 5). Zwei Mitgliedsorganisationen kommen aus der Schweiz, eine aus Österreich. Hinzu kommen sechs assoziierte Mitglieder.
| Land                    | Mitgliedsorganisation                                                                      | seit                                       | Mitglieder |
| ----------------------- | ------------------------------------------------------------------------------------------ | ------------------------------------------ | ---------- |
| Albanien                | Federata Shquiptare e Alpinizmit dhe Turizmit Malor                                        | 2024 (Wiedereintritt nach Ausschluss 2022) | .00000–    |
| Belgien                 | ASBL Sentiers de Grande Randonnée                                                          | 1969                                       | .00000–    |
| Belgien                 | Grote Routepaden                                                                           | 1969                                       | .00000–    |
| Bosnien und Herzegowina | Planinarski Savez Bosne i Herzegovine                                                      | –                                          | .00000–    |
| Bulgarien               | Bulgarski Turisticheski Soyuz                                                              | –                                          | .00000–    |
| Dänemark                | Dansk Vandrelaug                                                                           | –                                          | .00000–    |
| Deutschland             | Deutscher Wanderverein                                                                     | 1969                                       | 600.000    |
| Deutschland             | Frankenwaldverein                                                                          | –                                          | 010.000    |
| Deutschland             | Mährisch-Schlesischer Sudetengebirgsverein                                                 | –                                          | 004.000    |
| Deutschland             | Odenwaldklub                                                                               | 2005                                       | 013.000    |
| Deutschland             | Sauerländischer Gebirgsverein                                                              | –                                          | 031.000    |
| Deutschland             | Schwäbischer Albverein                                                                     | 1969                                       | 091.000    |
| Deutschland             | Schwarzwaldverein                                                                          | 1969                                       | 060.000    |
| Deutschland             | Spessartbund                                                                               | –                                          | 016.000    |
| Deutschland             | Tourismusverband Erzgebirge                                                                | 2024                                       | .00000–    |
| Deutschland             | Wanderverband Bayern                                                                       | 2023                                       | 100.000    |
| Deutschland             | Westerwald-Verein                                                                          | –                                          | 007.000    |
| Deutschland             | Wilhelm-Münker-Stiftung                                                                    | –                                          | .00000–    |
| Estland                 | Eesti Matkaliit                                                                            | –                                          | .00000–    |
| Frankreich              | Comité Régional de Bourgogne-Franche-Comté                                                 | –                                          | .00000–    |
| Frankreich              | Comité Régional de Lorraine de Randonnée                                                   | –                                          | .00000–    |
| Frankreich              | Comité Régional de la Randonnée Pédestre du Languedoc-Roussiollon                          | –                                          | .00000–    |
| Frankreich              | Comité Régional de la Randonnée Pédestre de Picardie                                       | –                                          | .00000–    |
| Frankreich              | Fédération du Club Vosgien                                                                 | 1969                                       | 034.000    |
| Frankreich              | Fédération Française de la Randonnée Pédestre                                              | –                                          | 180.000    |
| Frankreich              | FF Randonnée Nouvelle Aquitaine                                                            | 2024                                       | .00000–    |
| Griechenland            | Elliniki Omospondia Orivasias - Anarrichisis                                               | –                                          | 006.500    |
| Großbritannien          | Long Distance Walkers Association                                                          | –                                          | .00000–    |
| Großbritannien          | Ramblers GB                                                                                | –                                          | .00000–    |
| Irland                  | Mountaineering Ireland                                                                     | –                                          | 014.020    |
| Italien                 | Federazione Italiana Escursionismo                                                         | –                                          | .00000–    |
| Kroatien                | Hrvatski Planinarski Savez                                                                 | –                                          | 013.704    |
| Lettland                | Lauku Celotajs                                                                             | –                                          | .00000–    |
| Litauen                 | Lietuvos kaimo turizmo asociacija                                                          | 2020                                       | .00000–    |
| Luxemburg               | Ministère de l'Economie Luxembourg                                                         | –                                          | .00000–    |
| Luxemburg               | Fédération Luxembourgeoise de Marche Populaire                                             | 2022                                       | 004.000    |
| Luxemburg               | Office Régional du Tourisme - Des Ardennes Luxembourgeoises (Éislek)                       | –                                          | .00000–    |
| Luxemburg               | Office Régional du Tourisme du Centre et de l'Ouest                                        | –                                          | .00000–    |
| Luxemburg               | Office Régional du Tourisme Région Mullerthal - Petite Suisse Luxembourgeoise              | –                                          | .00000–    |
| Malta                   | The Ramblers' Association of Malta                                                         | –                                          | .00000–    |
| Montenegro              | Planinarski savez Crne Gore                                                                | –                                          | .00000–    |
| Niederlande             | Wandelnet                                                                                  | –                                          | .00000–    |
| Norwegen                | Den Norske Turistforening                                                                  | –                                          | 290.000    |
| Österreich              | Sektion Weitwanderer des Österreichischen Alpenvereins                                     | 2010                                       | 001.277    |
| Polen                   | Polskie Towarzystwo Turystyczno-Krajoznawcze                                               | –                                          | 061.000    |
| Portugal                | Federação de Campismo e Montanhismo de Portugal                                            | –                                          | .000692    |
| Portugal                | Federacao Portuguesa de Montanhismo e Escalada                                             | –                                          | .00000–    |
| Rumänien                | Clubul Montan Transilvania                                                                 | 2024                                       | .00000–    |
| Rumänien                | Siebenbürgischer Karpatenverein                                                            | 2010                                       | .00000–    |
| Rumänien                | Societatea Carpatinã Ardeleanã                                                             | –                                          | .00000–    |
| Schweden                | Svenska Turistföreningen                                                                   | –                                          | 293.000    |
| Schweiz                 | Berner Wanderwege                                                                          | –                                          | .00000–    |
| Schweiz                 | Schweizer Wanderwege                                                                       | 1969                                       | .00000–    |
| Slowakei                | Klub Slovenských Turistov                                                                  | –                                          | .00000–    |
| Slowenien               | Planinska Zveza Slovenije                                                                  | –                                          | 058.000    |
| Serbien                 | Planinarski savez Srbije                                                                   | –                                          | .00000–    |
| Spanien                 | Euskal Mendizale Federazioa                                                                | –                                          | .00000–    |
| Spanien                 | Federacion Andaluza de Montañismo                                                          | –                                          | .00000–    |
| Spanien                 | Federación Aragonesa de Montaña                                                            | –                                          | .00000–    |
| Spanien                 | Federació d’Entitats Excursionistes de Catalunya Federació Catalana d´Alpinisme i Escalada | –                                          | 070.000    |
| Spanien                 | Federación Española de Deportes de Montaña y Escalada                                      | –                                          | 119.297    |
| Tschechien              | Klub českých turistů                                                                       | –                                          | 040.000    |
| Ungarn                  | Magyar Természetbarát Szövetség                                                            | –                                          | .00000–    |
| Zypern                  | Cyprus Tourism Organisation                                                                | –                                          | .00000–    |

## Ehemalige Mitglieder
Diese Liste enthält einige der ehemaligen Mitglieder.
| Land           | Mitgliedsorganisation                        | von  | bis  | Grund      |
| -------------- | -------------------------------------------- | ---- | ---- | ---------- |
| Nordmazedonien | Macedonian Mountain Sport Federation         | –    | 2022 | Ausschluss |
| Litauen        | Šv. Jokūbo Kelio Asociacija (Camino Lituano) | 2020 | 2022 | Austritt   |
| Deutschland    | Wiehengebirgsverband Weser-Ems               | –    | 2023 | Austritt   |
| Deutschland    | Harzklub                                     | –    | 2023 | Austritt   |
| Russland       | Nizhny Novgorod Mountain Club                | –    | 2024 | Austritt   |
| Portugal       | Clube de Actividades de Ar Livre             | –    | 2024 | Austritt   |
| Frankreich     | Comité Régional Hauts-de-France              | –    | 2024 | Austritt   |

## Liste der Präsidenten

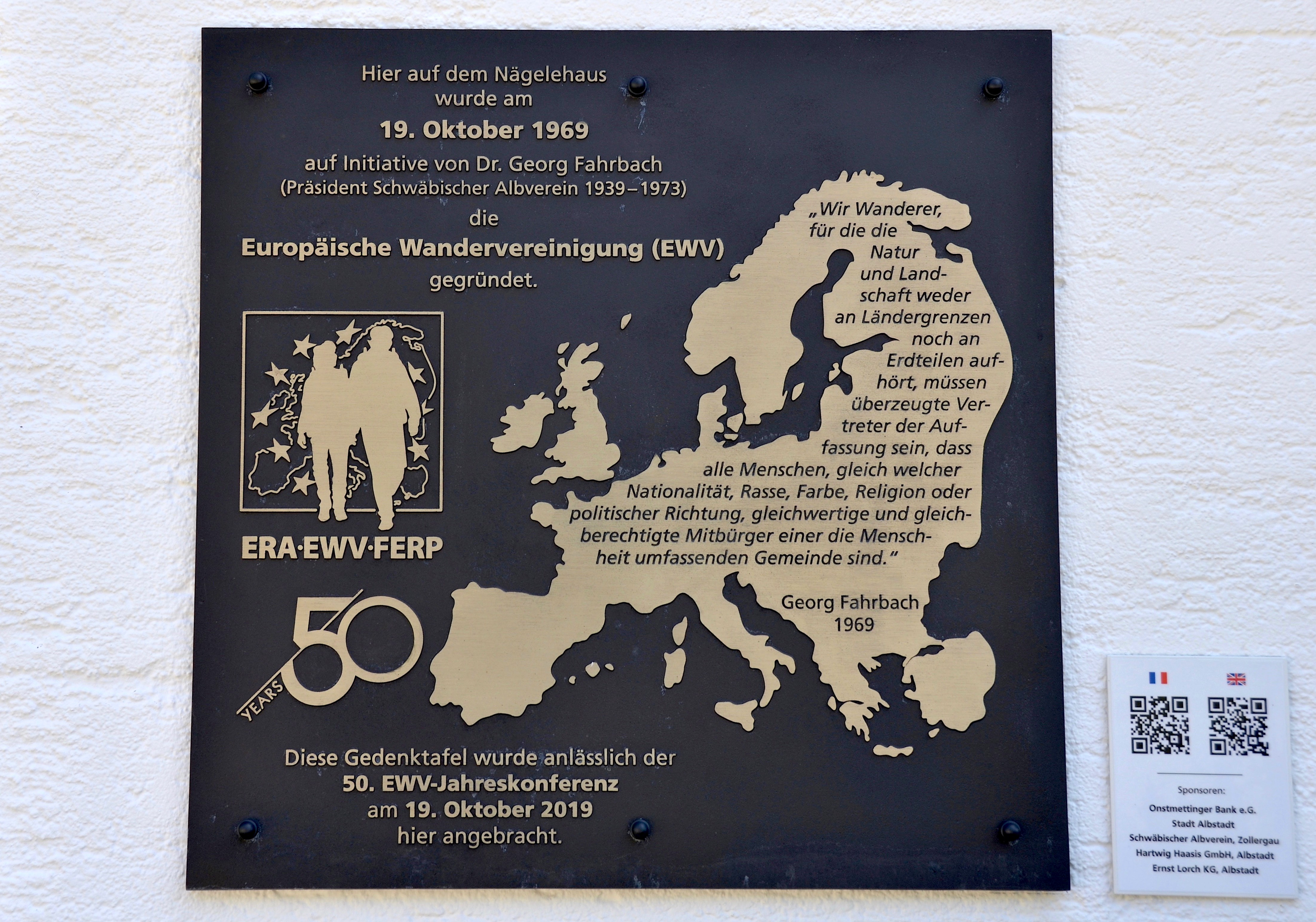
Gedenktafel zur Gründung der EWV auf Initiative Georg Fahrbachs

Die Liste nennt die Amtszeiten, den Namen der Präsidenten und aus welchem Land diese stammen.
| Amtszeit  | Präsident       | Land        |
| --------- | --------------- | ----------- |
| 1969–1976 | Georg Fahrbach  | Deutschland |
| 1976–1979 | Paul Schäublin  | Schweiz     |
| 1979–1985 | Konrad Schubach | Deutschland |
| 1985–1994 | Robert Wurst    | Österreich  |
| 1994–1997 | Hubert Yseboodt | Belgien     |
| 1997–2009 | Jan Havelka     | Tschechien  |
| 2009–2017 | Lis Nielsen     | Dänemark    |
| seit 2017 | Boris Mićić     | Serbien     |

## Ehrenpräsidenten
Mindestens die folgenden Personen sind oder waren Ehrenpräsidenten:
- Jan Havelka
- Ingemund Hägg
- Arthur Howcroft (1925/1926–2023)[8]
- Lis Nielsen
- Aloys Steppuhn
- Robert Wurst